# Филип Митровић (певач)
Филип Митровић (Краљево, 31. октобар 1991) је српски певач који се прославио учешћем у емисији Први глас Србије где је углавном певао поп и рок музику. Пре него што је постао певач био је пица мајстор. Касније је променио музички жанр и прешао у фолк и склопио уговор са Гранд продукцијом. Први је српски певач који је снимио музичке спотове на Исланду.

## Дискографија

### Албуми
- Вирус (2017)
- 33 (албум) ТБА (2024)

### Синглови
- Антидепресив (2013)
- Луда глава (2013)
- Бели град (2014)
- Лудо срце (2015)
- Забрањено моје (2016)
- Не причам ником о теби (2017)
- То што јесам (2020)[3]
- Бентли (2021)
- Ожиљци (2024)[4]
- О теби (2025) са Сајфером

#### Дуети и сарадње
- Шта сам ти ја ( са Биљаном Сечивановић)